# طاحونة هوك
طاحونة هوك، المعروفة أيضًا باسم طاحونة هوك القدیمة، هي طاحونة هوائية تاريخية في الشارع الرئيسي الشمالي في إيست هامبتون، نيويورك. تم بنائه عام 1806 وکانت تشتغل بانتظام حتى عام 1908. وهي واحدة من أكثر طواحين الهواء اكتمالا الموجودة في لونغ آيلاند، تم بيع طاحونة الهواء إلى مدينة هامبتون الشرقیة في عام 1922. تم إدراج المبنى في السجل الوطني للأماكن التاريخية في عام 1978 وهو جزء من منطقة الشارع الرئيسي الشمالي التاريخي. تم تغيير اسم المصنع إلى «طاحونة هوك القدیمة» وهو مفتوح يوميًا للزوار. تعد طاحونة من بين 11 طواحين أخرى تعمل بالرياح في القرن الثامن عشر وأوائل القرن التاسع عشر وتقع في جزيرة لانغ. تم بناؤه بواسطة ناثانيال دوميني الخامس، وهو حرفي معروف في إيست هامبتون.

## وصلات خارجية
- Hook Windmill - معلومات الزيارة
- Historic American Engineering Record